# Martin Wölfel
Martin Wölfel (* 29. August 1969 in Potsdam) ist ein deutscher Opern- und Konzertsänger (Countertenor).

## Leben
Der Countertenor Martin Wölfel studierte ‒ nachdem er ursprünglich den Schauspielerberuf angestrebt und bereits eine Zulassung für die Hochschule für Schauspielkunst „Ernst Busch“ erhalten hatte ‒ Gesang an der Dresdner Musikhochschule. Sein Studium beendete er als Meisterklassenstudent bei Margret Trappe-Wiel. Er tritt regelmäßig als Konzert- und Opernsänger auf und hat seit 2017 eine Professur für Gesang an der Folkwang Universität der Künste Essen inne.
Als Opernsänger debütierte Wölfel 1997 in der Rolle des Nearco in der barocken Opera buffa Calandro von Giovanni Alberto Ristori. Naturgemäß konzentriert sich sein Opernrepertoire auf Werke der Barockzeit sowie des 20. und 21. Jahrhunderts. So erschien er u. a. als Claire in der deutschen Erstaufführung von John Lunns Die Zofen an der Semperoper Dresden, in Philip Glass’ Galileo Galilei (Braunschweig), als Edgar in Aribert Reimanns Lear (Frankfurt, Berlin), als Sorceress in Henry Purcells Dido and Aeneas (Frankfurt, Edinburgh), als Narr in Alban Bergs Wozzeck (Frankfurt, Oslo), als Antonio in André Tchaikowskys The Merchant of Venice (Cardiff, London), als Oberon in Benjamin Brittens A Midsummer Night’s Dream (Mannheim), als Teufel in Detlev Glanerts Scherz, Satire, Ironie und tiefere Bedeutung (Mannheim), als Tolomeo in Georg Friedrich Händels Giulio Cesare (Hamburg, Köln, Karlsruhe), als Scipione in Tommaso Traettas Sofonisba (Mannheim), als Artemis in Hans Werner Henzes Phaedra (Berlin) und als Orlofsky und Frosch in Johann Strauss’ Die Fledermaus (Frankfurt).
Martin Wölfel setzt sich intensiv für zeitgenössische Opernwerke ein. Er kreierte die Rollen des Helicon in Detlev Glanerts Caligula (Frankfurt, 2006), des Countertenor 2 in Bernhard Langs Theater der Wiederholungen (Graz, 2003), des Jim in Ari Benjamin Meyers’ Nico. Sphinx aus Eis (Dresden, 2005), und der Servante de la reine in Aribert Reimanns L’invisible (Deutsche Oper Berlin, 2017).
Als Konzertsänger tritt Wölfel u. a. mit dem Leipziger Gewandhausorchester, dem Thomanerchor Leipzig, der LauttenCompagney Berlin und der Academy of St. Martin in the Fields weltweit auf, insbesondere mit Werken Johann Sebastian Bachs und Georg Friedrich Händels.
Von Martin Wölfel liegen zahlreiche CD- und Rundfunkaufnahmen vor.

## Diskografie (Auswahl)
- Giovanni Albert Ristori: Calandro (Kammerton, 1997)
- Gottfried Heinrich Stölzel: Cantatas for Pentecost 1737 (cpo, 2004)
- Bernhard Lang: Theater der Wiederholungen (Kairos, 2006)
- Aribert Reimann: Lear (Oehms, 2009)
- Detlev Glanert: Caligula (Oehms, 2010)

## Filmografie (Auswahl)
- 1979: Verstecken (Kurzfilm)[1]
- 1983: Ich bin nicht Don Quichote[2]
- 1984: Und lass dir kein Unrecht gefallen[3]
- Georg Friedrich Händel: Teseo (Arthaus, 2004)[4]
- Johann Strauß: Die Fledermaus (als Orlofsky und Frosch, Regie: Christof Loy, Frankfurt 2011), Fernsehaufzeichnung bei 3sat[5]
- Alban Berg: Wozzeck (als Narr, Regie: Christof Loy, Frankfurt 2015) Fernsehaufzeichnung 3sat[6]